# 퀄리티 에어
퀄리티 에어란 차량 내 공기의 질을 개선하고 쾌적한 실내 환경을 조성해 주는 기술이다.